# KinKi Single Selection
『KinKi Single Selection』（キンキ・シングル・セレクション）は、KinKi Kidsの1枚目のベスト・アルバム。2000年5月17日発売。発売元はジャニーズ・エンタテイメント。

## 背景
1997年のデビューから約3年が経過し、これまで発売された全9作のシングルA面曲を中心に収録した、初のベスト・アルバムで、所謂シングルコレクションになるのだが、タイトルが「KinKi Single Selection」と“セレクション”になっている。理由として、基本的に両A面を含めたシングルA面曲を網羅したが、本作リリース時点で最新作となる「好きになってく 愛してく/KinKiのやる気まんまんソング」からは、1曲目の「好きになってく 愛してく」のみ収録されている点、1曲目に新曲となるインスト曲を収録している点が挙げられる。このインストはKinKiの2人は参加していない。また、「KinKiのやる気まんまんソング」は本作に収録されなかったが、2017年に発売された『The BEST』に初めて収録された。
収録シングル曲は全てオリコンチャートで1位を獲得している。
歌詞カードには堂本光一の歌唱部分を赤字、堂本剛の歌唱部分を青字、2人の歌唱部分を黒字で色分けされており、発売当時までのバイオグラフィーとディスコグラフィが掲載されている。

## ディスクジャケット
ジャケット写真については、自分たちの知らない間に撮られていたとのこと。あえて無作為に撮った写真を選出したのかは定かでないが、光一はフジテレビ系音楽番組『新堂本兄弟』にて「もうちょっといい写真を使ってほしかった」とぼやいている。ちなみに、このジャケット写真は「ジェットコースター・ロマンス」のジャケット裏（歌詞面）に使われている写真の別テイクである。

## リリース
2000年5月17日に、ジャニーズ・エンタテイメントからリリースされ、初回盤はチェンジングカード仕様のブックレットが付属し、歌詞カードとは別に付属されたもので、ジュエルケースとブックレットがセットで専用ケースに収納されている。
本作発売直後に、1曲目のインスト曲を除いた内容でカラオケアルバム『KinKi KaraoKe Single Selection』がリリースされている。

## 収録曲
※収録曲の解説は各シングルのページを参照。
| #         | タイトル                                             | 作詞                  | 作曲               | 編曲                                  | 時間  |
| --------- | ---------------------------------------------------- | --------------------- | ------------------ | ------------------------------------- | ----- |
| 1.        | 「Theme of KinKi Kids '00」(Strings: 弦一徹 / inst.) | -                     | 長岡成貢           | 長岡成貢                              | 3:12  |
| 2.        | 「硝子の少年」                                       | 松本隆                | 山下達郎           | 山下達郎                              | 4:36  |
| 3.        | 「愛されるより 愛したい」                            | 森浩美                | 馬飼野康二         | CHOKKAKU / コーラスアレンジ: 岩田雅之 | 5:03  |
| 4.        | 「ジェットコースター・ロマンス」                     | 松本隆                | 山下達郎           | 船山基紀                              | 4:51  |
| 5.        | 「全部だきしめて」                                   | 康珍化                | 吉田拓郎           | 武部聡志                              | 4:33  |
| 6.        | 「青の時代」                                         | canna                 | canna              | 新川博 / コーラスアレンジ: 松下誠     | 5:34  |
| 7.        | 「Happy Happy Greeting」                             | 松本隆                | 山下達郎           | 山下達郎                              | 6:11  |
| 8.        | 「シンデレラ・クリスマス」                           | 松本隆                | 谷本新             | 長岡成貢                              | 5:20  |
| 9.        | 「やめないで,PURE」                                  | 伊達歩                | 筒美京平           | WACKY KAKI                            | 4:38  |
| 10.       | 「フラワー」                                         | HΛL                   | HΛL、音妃          | 船山基紀 / コーラスアレンジ: 松下誠   | 5:09  |
| 11.       | 「雨のMelody」                                       | 康珍化                | 武藤敏史、坂井秀陽 | 有賀啓雄                              | 4:08  |
| 12.       | 「to Heart」                                         | 久保田洋司、E.komatsu | 宮崎歩             | CHOKKAKU                              | 4:48  |
| 13.       | 「好きになってく 愛してく」                          | 堂本剛                | 堂本光一           | 武部聡志                              | 4:24  |
| 合計時間: | 合計時間:                                            | 合計時間:             | 合計時間:          | 合計時間:                             | 62:27 |

### 楽曲解説
1. Theme of KinKi Kids '00（inst.）
演奏は弦一徹グループをはじめとしたストリングス、ナレーションはロニー・ハッシュによるもので、KinKiの2人は一切関与していない。
2. 硝子の少年
デビューシングル。
3. 愛されるより 愛したい
2ndシングル。
4. ジェットコースター・ロマンス
3rdシングル。
5. 全部だきしめて
4thシングルの1曲目。
6. 青の時代
4thシングルの2曲目。
7. Happy Happy Greeting
5thシングルの1曲目。
8. シンデレラ・クリスマス
5thシングルの2曲目。
9. やめないで,PURE
6thシングル。
表記はないが、シングルバージョンや「C album」とも異なっているバージョンで収録されている。
10. フラワー
7thシングル。
11. 雨のMelody
8thシングルの1曲目。
12. to Heart
8thシングルの2曲目。
13. 好きになってく 愛してく
9thシングルの1曲目。

出版者 3：日本テレビ音楽株式会社&ブライト・ノート・ミュージック、5：フジパシフィックミュージック、6,12：日音&ブライト・ノート・ミュージック、9：日本テレビ音楽株式会社、13：ブライト・ノート・ミュージック&フジパシフィックミュージック、その他全曲：ブライト・ノート・ミュージック

## 演奏
- 弦一徹グループ：Strings (#1)
- 高野哲夫、萩原顕彰：Horn (#1)
- 春名禎子：Timpani (#1)
- 黒田由樹、佐藤昌子：Flute (#1)
- 寺内茂、川㟢淳一、YOKAN：Trumpet (#1)
- 井上昇、河合わかば：Trombone (#1)
- 宮崎隆睦：Alto Baritone Sax (#1)
- 鈴木英俊：Guitar (#1)
- 佐々木久美：Chorus (#1.7.8)
- 斉藤妙子：Chorus (#1)
- 高尾直樹：Chorus (#1.13)
- Lonnie Hirsch：Narration (#1)
- 山下達郎
  - Guitar, Keyboards (#2)
  - Chorus (#2.4.7)
- 橋本茂昭：Programming (#2.7.11)
- 佐橋佳幸：Guitar (#2.7)
- 難波弘之：Piano, Keyboards (#2)
- 岩田雅之：Chorus, Chorus Arrangement (#3)
- CHOKKAKU
  - All Instruments (#3)
  - Guitar, Programming (#12)
- 船山基紀：Programming (#4.10)
- 島村英二：Drums (#4)
- 田代耕一郎：カバキーニョ (#4)
- 浜口茂外也：Latin Percussion (#4)
- 松原正樹：Guitar (#4)
- 数原晋、河東伸夫：Trumpet (#4.10)
- 中川英二郎：Trombone (#4)
- ジェイク・コンセプション
  - Tenor Sax (#4)
  - Sax (#10)
- 友田哲明：Violin (#4)
- 武部聡志
  - Keyboards (#5.13)
  - Bass (#13)
- 村石雅行：Drums (#5)
- 吉田健：Bass (#5)
- 鳥山雄司：Guitar (#5.13)
- 大竹徹夫：Programming (#5.13)
- 佐藤竹善、村田和人、木戸やすひろ：Chorus (#5)
- 松下誠：Chorus, Chorus Arrangement (#6.8.10)
- 新川博：Programming (#6)
- 濱田尚哉：Drums (#6)
- 松原秀樹：Bass (#6.8.10.12)
- 増崎孝司：Guitar (#6.8.9.10.11)
- 松田真人：Piano (#6)
- 佐藤博：Piano (#7)
- 竹内まりや、三谷泰弘、山川恵津子：Chorus (#7)
- 堅田喜三久：和太鼓 (#7)
- 朝川朋之：Harp (#7)
- 淵野繁雄：Tenor Sax (#7)
- 長岡成貢：Programming (#8)
- 友田啓明グループ：Strings (#8)
- WACKY KAKI：Keyboards (#9)
- 柏原利勝：Programming (#9)
- 飯田達彦：Chorus (#9)
- 木村誠：Latin Percussion (#10)
- 西山健治：Trombone (#10)
- 有賀啓雄：Keyboards (#11)
- 小倉博和：Guitar (#11)
- 荒木敏男、西村浩二：Trumpet (#11)
- 村田陽一：Trombone (#11)
- 山本拓夫：Sax (#11)
- 江口信夫：Drums (#12)
- 金原千恵子：Violin (#12)
- 知野芳彦：Chorus (#12)
- 篠崎正嗣グループ：Strings (#13)
- 吉田拓郎、若子内悦郎：Chorus (#13)